# Sonetti lussuriosi

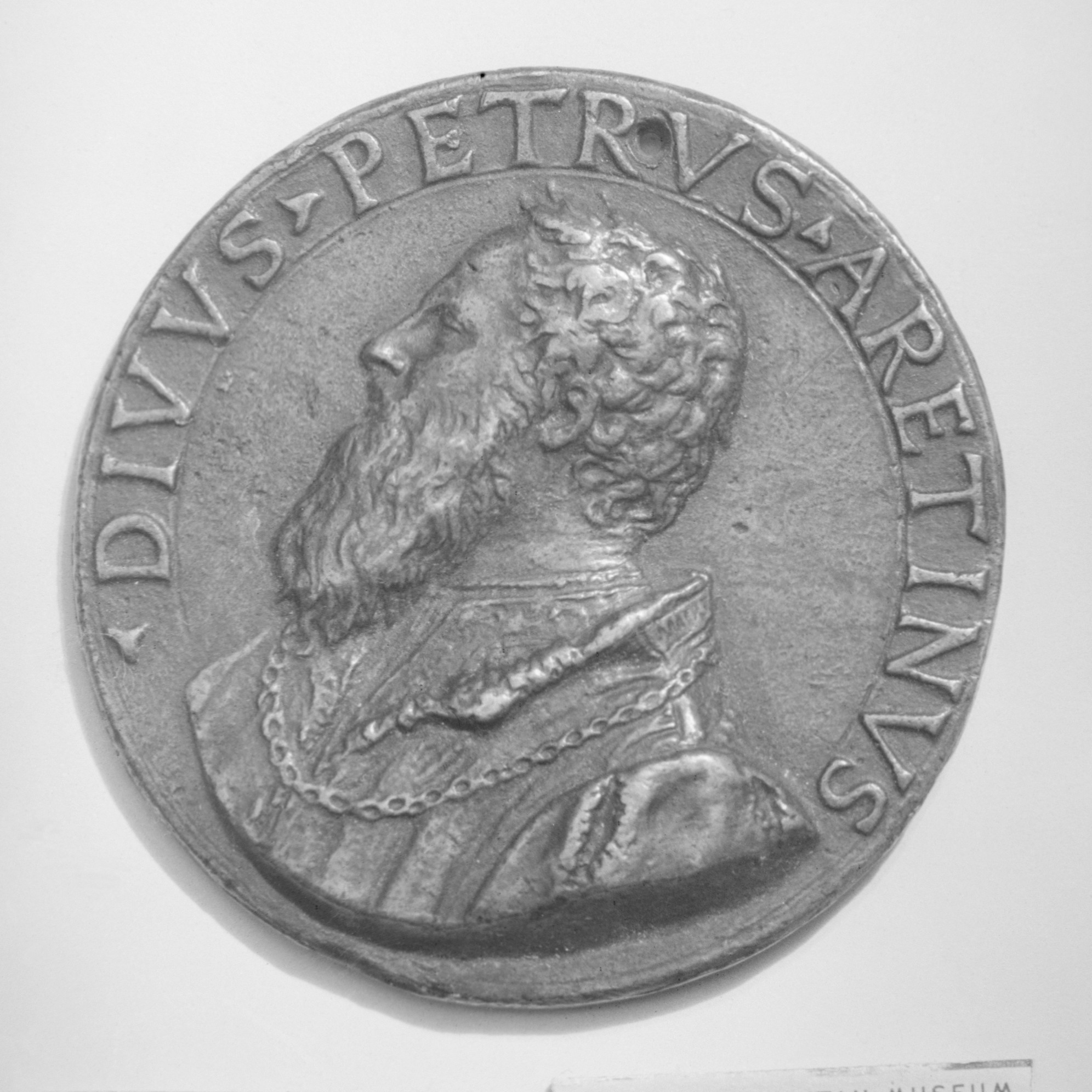
DIVVS PETRVS ARETINVS(„Göttlicher Pietro Aretino“)„il divinoAretino“Bronze-Medaille aus dem 16. Jhd.

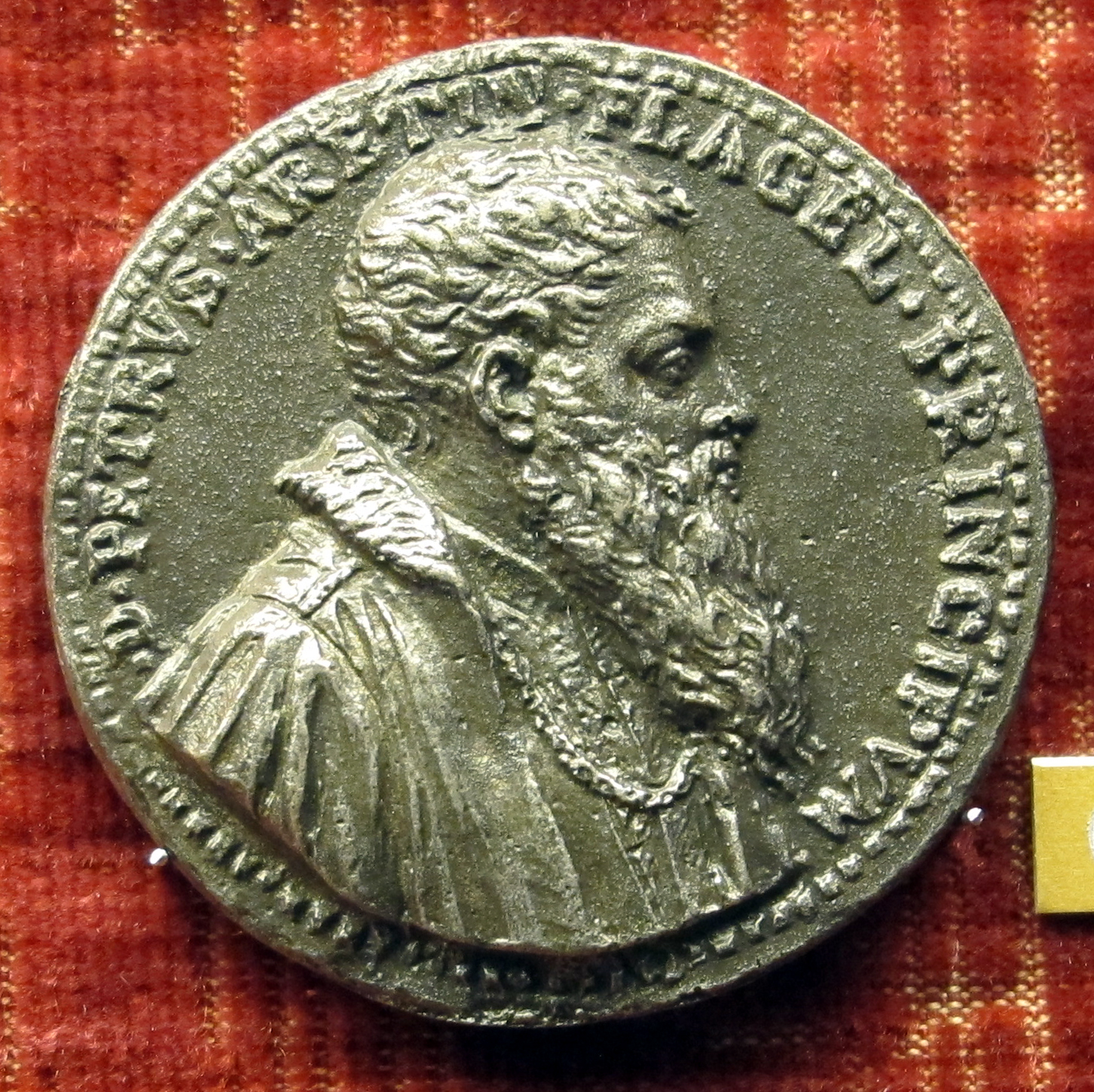
PETRVS ARETIN(VS)FLAGELL(VM) PRINCIPVM(„Geißel der Fürsten“)„il flagello dei principi“

Sonetti lussuriosi („Wollüstige Sonette“) oder Sonetti sopra i sedici modi (Sonette über die 16 Stellungen), kurz „I modi“, heißt eine Sammlung obszön-burlesker Schweifsonette des unkonventionellen toscanischen Cinquecento-Poeten Pietro Aretino zu pornographischen Gravuren des Kupferstechers Marcantonio Raimondi.

„Diesem Text verdankt Aretino ein Gutteil seines Ruhmes – mag solch eine ‚gloria‘ auch ein wenig anrüchig sein. Denn man hat es hier mit einem skandalträchtigen Werk zu tun, das moralisierende Denker schon in der Renaissance empört hat und das die Forschung bis heute zumeist nur mit spitzen Fingern anfasst.“

Kaum gedruckt (um 1524), wurden alle Exemplare dieses „kleinen Kamasutras der Renaissance“, dieses „Urtextes der modernen Pornographie“, auf Geheiß des Medici-Papstes Clemens VII. von der Zensur verboten und verbrannt. So galt das Werk Sonetti sopra i XVI modi 400 Jahre lang als für immer verloren, bis 1929 ein bibliophiler Sammler, Max Sander, in der Zeitschrift für Bücherfreunde von der sensationellen Wiederentdeckung berichtete, dem Aretinofund. Seitdem wurde dieses Unikat mehrfach veräußert und zweimal versteigert; 2006 erzielte es bei Christie’s 325.600 Euro.

## Historie

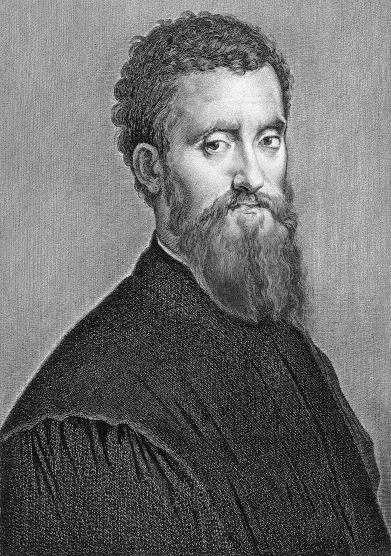
Giulio RomanoSelbstbildnis (1540)

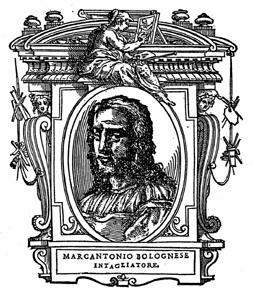
Marcantonio BologneseintagliatoreMarcantonio RaimondiKupferstecher

### Entstehung
An der Entstehung der „Modi“ waren drei berühmte Gestalten der italienischen Renaissance beteiligt: Der Maler Giulio Romano, der Kupferstecher Marcantonio Raimondi und der Dichter Pietro Aretino:

Der Skandal um die ‘Modi’ nahm der Legende nach seinen Anfang, als sich Giulio Romano, der berühmte Schüler Raphaels, dem die Ausgestaltung der ‘Sala di Constantino’ im Vatikan übertragen worden war, sehr über die schlechte Bezahlung des Papstes ärgerte ... Er soll, sich selbst zum Vergnügen und auch als Ausdruck seines Protestes, eines Tages sechzehn Liebesstellungen auf die Wände gezeichnet haben.

Der Graphiker Marcantonio Raimondi fertigte nach Giulio Romanos Zeichnungen sechzehn pornographische Kupferstiche an, die alsbald in Rom und auch in kirchlichen Kreisen im Umlauf waren. Pietro Aretino, der mit Raimondi befreundet war, schrieb zu jedem der Kupferstiche ein Gedicht. In den Sonetten lässt der Dichter heterosexuelle Paare beim Liebesakt in obszönem Vokabular, in deftig vulgärer Volkssprache miteinander kommunizieren. Er scheut sich nicht zu provozieren, indem er sämtliche Schamgrenzen überschreitet und mit der vergeistigten petrarkistischen Tradition bricht.
„Il divino“, wie ihn seine Verehrer apostrophierten, ließ um 1524 ein Buch mit den Stichen und Sonetten drucken, vermutlich lautete der Titel „Sonetti sopra i XVI modi“:

„Die Originale waren Kupferstiche; um Text darunter zu drucken, wäre ein doppelter Druckgang nötig gewesen, und das Breitformat der Kupfer hätte zu den schmalen Sonetten schlecht gepasst. ... Es wäre also sehr wohl möglich, dass man einen Holzschneider beauftragt hätte, das Format der Kupfer zu reduzieren und auf ein Maß zu bringen, das zu der typographischen Anordnung der Sonette passte.“

Kaum gedruckt, wurden alle Exemplare dieses „Urtextes der modernen Pornographie“ auf Geheiß des Medici-Papstes Clemens VII. von der Zensur verboten und verbrannt. Den Kupferstecher Marcantonio Raimondi ließ der Papst ins Gefängnis werfen. Am 28. Juli 1525 wurde – mit einem Dolch – ein Attentat auf Pietro Aretino verübt, das der „sündige Dichter“ schwer verletzt überlebte. Aretino fühlte sich in Rom nicht mehr sicher und floh über Mantua nach Venedig.
Das Buch mit den Stichen und Sonetten schien für immer verloren.

### Aretinofund („Toscanini-Band“)
Im Jahre 1928 entdeckte und erwarb der Antiquar Walter Toscanini, Sohn des berühmten italienischen Dirigenten Arturo Toscanini, ein als für immer verschollen geglaubtes Exemplar dieses „Sonetti sopra i XVI modi“-Druckes. Max Sander, ein bibliophiler Sammler, berichtete 1929 in der Zeitschrift für Bücherfreunde von dieser sensationellen Wiederentdeckung in seinem Aufsatz „Ein Aretinofund“, worin er allerdings weder den Namen des Finders noch die genaueren Umstände des Fundes verriet. Max Sander war überzeugt, dass es sich bei dem Zufallsfund um das verschollene, illustrierte Exemplar der „Modi“ handelte, das Il divino Aretino in einem Dankesbrief an den Diplomaten Cesare Fregoso vom 9. November 1527 erwähnt hatte:

Come forse desidera Vostra Signoria illustrissima (a la cui grazia mi raccomando) il libro dei Sonetti e de le figure lussuriose, ch’io per contracambio le mando. Di Venezia il IX. di Novembre M.D.XXVII.

„Da Euer Hochwohlgeboren (deren Gnade ich mich empfehle) vielleicht das Buch der Sonette und der wollüstigen Stiche zu haben wünscht, sende ich es Ihnen im Gegenzug. Venedig, 9. November 1527.“

Das wiedergefundene Opusculum war mit vier anderen, nicht von Aretino verfassten erotischen Texten zusammengebunden:
1. La Puttana errante (Autor: Lorenzo Veniero; Gedicht in vier Gesängen, eine Parodie der Ritterromane, um 1530 geschrieben).
2. La Zaffetta (Autor: Lorenzo Veniero; Geschichte einer Kurtisane in Versen).
3. Il Manganello (Autor: anonym;Der Schlagstock, unflätiges Schmähgedicht auf die Frauen).
4. Processus contra ser Catium Vinculum (Autor: anonym; Rekonstruktion eines fingierter Strafprozesses, eine „Prosa in unflätigem macaronischem Latein“).[9]

„Das Format des Bandes ist 160 x100 Millimeter, Dicke etwa 12 mm; Einband weiches Pergament mit zwei seidenen grünen Schließbänden, Grünschnitt mit roten Tüpfchen.“

Den Schluss des Sammelbändchens bilden die hochberühmt-berüchtigten „Sonetti sopra i XVI modi“. Es fehlen Sonett 5 und 6 sowie die zwei dazugehörigen Holzschnitte. Hinzu kommen zwei Epilog-Sonette: Epilogo I, Vedute avete le reliquie tute, Epilogo 2, Questi vostri sonetti fatti a cazzi.

„Die Sonetti sind nach ihrer Druckanordnung, Lettern und Papier ein von den vier anderen Werken unabhängiger Druck, auch etwa einen Millimeter kleiner und wohl nur wegen ihres kongenialen Inhalts in das Sammelbändchen hineingeraten.“

1978 ersteigerte der Sammler und Buchhändler Hans Peter Kraus diese Edition unica bei Christie’s in New York. Der Genfer Sammler Gérard Nordmann erwarb es anschließend von H. P.Kraus. Den Herausgebern der Edizione nazionale delle Opere di Pietro Aretino überließ er Faksimiles des wertvollen Buches. Im Jahre 2006 wurde das Unikat bei Christie’s in Paris für 325.600 Euro erneut ersteigert. Der neue Besitzer bewahrt Anonymität.
Aretino-Forscher klassifizieren dieses wiederentdeckte Toscanini Exemplar mit dem Sigel „T“ (T1-T16, die vierzehn Sonette und Stiche). Dank der Faksimiles sind inzwischen verschiedene Ausgaben auf der Basis von „T“ erschienen: 1982 Giovanni Aquilecchia (nur Text, ohne Stiche), 1984 Lynne Lawner, 1992 Poesie varie, 1992 Giovanni Aquilecchia, 1999 Bette Talvacchia, 2003 Thomas Hettche.

## Analyse der Sonette
In seiner kritischen Ausgabe dieser aretinischen Gedichtsammlung präsentiert der Italianist Danilo Romei achtzehn „authentische“ (arabische Ziffern 1–18) und dreizehn apokryphe (römische Ziffern I–XIII) Sonetti lussuriosi. Die Zählweise und Anordnung der Gedichte variiert je nach den verschiedenen Quellen und Werkausgaben. Danilo Romei stellt in einer Synopse („tavola“, op.cit. S. 134/135) diese unterschiedlichen Nummerierungen der wichtigsten Zeugnisse einander gegenüber. Da Danilo Romei Proöm und Epilog mitzählt, kommt er auf 18 statt auf 16 Sonette, wie es in der traditionelle Zählweise üblich ist. Dieser Wikipedia-Artikel folgt der textlichen Gestaltung der Edition Romei, denn sie ist im Volltext im Internet abrufbar.

### Schweifsonett (»sonetto caudato«)
„Aretino entspricht der im Italien der Renaissance gängigen Praxis, Gedichte burlesken oder satirischen Inhalts als Schweifsonette zu verfassen.“

Das klassische Sonett ist ein Gedichttyp mit fester Form und vorwiegend umarmenden Reimen. Das typische italienische sonetto oder „Petrarca-Sonett“ besteht aus vierzehn Elfsilbern (it. endecasillabi), die in zwei abgesetzten Teilen angeordnet sind: in zwei vierzeiligen Quartetten und zwei dreizeiligen Terzetten. Weltberühmt wurde diese Gedichtform durch den Canzoniere Petrarcas, durch die Sonette an Madonna Laura.
Pietro Aretino setzt sich nicht nur durch die obszöne Sprache und eine die Schamgrenze überschreitende Direktheit vom spiritualisierten Petrarkismus ab. Auch in der lyrischen Form bricht er mit der mittelalterlichen Tradition, Petrarca zu imitieren und wird zum Antipetrarkisten, denn il divino greift auf eine Sonderform des Sonetts zurück, auf das Schweifsonett. Seine geschwänzten Sonette sind eine Mischform aus dem klassischen 14-zeiligen Sonett und der „Pasquinade“, dem Spottsonett mit „Coda“. So stellen die sonetti lussuriosi eine gegen die Tradition gerichtete „Gegenliteratur“, eine « contrelittérature » dar.
Das Schweifsonett, it.sonetto caudato, auch „geschwänztes Sonett“ genannt, ist eine siebzehnzeilige Sonderform des Gedichttyps Sonett. Ein (it.) sonetto caudato schmückt sich mit einem zusätzlichen, dritten Terzett, der „Coda“ (von provenzalisch cauda > it. coda; dt. Schweif, Schwanz), dem Schweif. Der Anfangsvers dieses zusätzlichen Terzetts ist kürzer. Er ist ein Siebensilbler (it. settenario) und reimt mit dem Schlussvers des vorausgehenden zweiten Terzetts.
Hier als Beispiel das zweite und dritte Terzett des Gedichts Miri ciascuno, a cui chiavando duole, sonetto 16 laut Danilo Romeis Nummerierung,
Zweites Terzett:

V12 né già si turbin, benché siano stanchi, (d)

V13 anzi tal giuoco par ch’ad ambi piaccia  (c)

V14 sì che bramin fottendo venir manchi;    (d)

Drittes, zusätzliche Terzett: („Coda“, „Schweif“)

V15           e pur stan dritti e franchi,  (d)   (Vers 15, dieser Siebensilbler reimt mit Vers 14)

V16 ansando stretti a tal piacere intenti,  (e)

V17 e fin ch’ei durerà saran contenti.      (e)
Die Romanistin Dagmar Reichardt fragt, was diese höchst ungewöhnliche Lyriksammlung literaturwissenschaftlich gesehen auszeichnet:

„Die diesbezüglich aufschlussreichste Eigenschaft der regelmäßigen elfsilbigen Schweifsonette, mit jeweils drei Terzetten und einem gleichbleibenden Reimschema (abba abba cdc dcd dee), ist die Dialogform, die der Text realisiert.“

### Antipetrarkismus
Die Sonetti lussuriosi stehen in diametraler Opposition zu Petrarcas Canzoniere, sie stellen ein burleskes Gegenbild petrarkistischer Lyrik dar:

„Pragmatisch gesehen findet in den Texten der ›16 Modi‹ gewissermaßen eine serialisierte Umkehr der Sprechsituation petrarkistischen Frauenlobs statt. Sind Laura und ihre Nachfolgerinnen unerreichbar, körperlichem Sinnesgenuss abhold und stumm, so befinden sich die in den sechzehn Stellungen tätigen Damen in höchst erreichbarer Position, mitten im Sinnesgenuss und fordern selbigen deutlich vernehmbar ein.“

In seinen burlesken Schweifsonetten verkehrt il divino eine bestimmte Norm, die der höfischen Liebe, welche literarisch über die Trobadorlyrik durch den Stil- und Verhaltenscode des Petrarkismus vermittelt wurde. Der Norm des Petrarkismus setzt er die Realität entgegen, „dass sie sich in allem als Kehrseite der Norm erweist: die Geliebte ist nicht zu fern und zu hoch, sondern zu nah und zu niedrig.“

### Die obszönen Anfangsverse
Un uomo ben educato non pronunzierebbe il suo nome innanzi a una donna.

„Ein wohlerzogener Mann würde seinen Namen nicht vor einer Frau aussprechen.“

Hier die Incipits, das heißt, die obszönen Anfangsverse der achtzehn authentischen Sonette einschließlich des Proöms und des Epilogs, in Reihenfolge und Schreibweise der kritischen Ausgabe von Danilo Romei:
1. (Proöm) Questo è un libro d'altro che sonetti
2. – Fottiamci, anima mia, fottiamci presto, (Lasst uns ficken. meine Seele, schnell)
3. – Mettimi un dito in culo, caro vecchione, (Lieber Alter, steck mir einen Finger in den Arsch)
4. – Questo cazzo voglio io, non un tesoro: (Dieser Schwanz ist mir lieber als ein Schatz)
5. – Quest'è pur un bel cazzo e lungo e grosso (Dies ist wirklich ein schöner, langer und dicker Schwanz)
6. – Perch'io prov'or un sì solenne cazzo (Weil ich einen solch dicken Schwanz ausprobiere)
7. – Sta' cheto, bambin mio, ninna ninnà. (Halt' still, mein Kleiner, mach Heia, Heia)
8. – O' 'l metterete voi? Ditel, di grazia: (Wo wollt Ihr hinein, sagt es mir bitte)
9. – E' saria pur una coglioneria, (Und wenn es auch eine Dummheit wäre)
10. – Tu m'hai il cazzo in la potta, e 'l cul mi vedi (Du hast den Schwanz in meiner Möse und du siehst Dir meinen Arsch an)
11. – Io 'l voglio in cul, tu mi perdonerai. – (Ich will ihn in den Arsch, Du wirst mir verzeihen)
12. – Apri le cosce, acciò ch'io vegga bene (Öffne die Schenkel, damit ich gut sehen kann)
13. – Marte, maledettissimo poltrone, (Mars, Du übler Patron)
14. – Dammi la lingua e appunta i piedi al muro, (Gib mir Deine Zunge und stütze Dich mit den Füßen an der Wand)
15. – Non tirar, futtutello di Cupido, (Verflixter Cupido zieh' [den Wagen] nicht weg)
16. Miri ciascuno, a cui chiavando duole (Es schaue ein jeder, den es ärgert, beim Vögeln,)
17. – Tu pur a gambe in collo in cul me l'hai (Du hast mir Deine Beine um den Hals gelegt, und hast im Arsch)
18. (Epilog) Vedute avete le reliquie tutte

### Funktion der sprachlichen Obszönität
Aretino reiht sich in die parodistische, burleske Tradition der italienische Renaissance ein:

„Die sprichwörtliche Zügellosigkeit der Renaissance porträtiert Aretino in ihrer ganzen Krudität. Er verletzt bewusst die Schamschwelle und nutzt das Verfahren der Burleskdichtung, um ein Gegenstück zur Verklärung der Liebe zu liefern.“

Man hat in der sprachlichen Obszönität der Modi einerseits einen Befreiungsschlag gegen gesellschaftlich fixierte Normzwänge in Sachen Sexualität gesehen. Andererseits hat man sie als satirische Kritik an sexuellen Normabweichungen, etwa an homosexuellen Neigungen oder Praktiken von Klerikern gedeutet.

### Beispiel: „Miri ciascuno“
Als Beispiel diene das geschwänzte Sonett Miri ciascuno, a cui chiavando duole, Nr. 16 nach Danilo Romei, in anderen Aufgaben sonetto n° 15.
Dieses Sonett beschreibt einen Holzschnitt nach Marcantonio Raimondi. Während eines im Stehen ausgeführten Geschlechtsaktes trägt ein völlig unbekleideter Mann seine Partnerin davon.
V01 Miri ciascuno, a cui chiavando duole (a)

V02 l’esser sturbato da sí dolce impresa, (b)

V03 costui ch’a simil termine non pesa (b)

V04 portarla via fottendo ovunque vuole; (a)

V05 e senza gir cercando ne le scole (a)

V06 per saper verbi grazia a la distesa (b)

V07 far ben quel fatto, impari senza spesa (b)

V08 qua che fotter potrà chiunque ama e cole. (a)

V09 Vedete come ei l’ha su con le braccia (c)

V10 sospesa con le cambe alte ai suoi fianchi (d)

V11 e par che per dolcezza si disfaccia; (c)

V12 né già si turbin, benché siano stanchi,(d)

V13 anzi tal giuoco par ch’ad ambi piaccia (c)

V14 sì che bramin fottendo venir manchi; (d)

V15 e pur stan dritti e franchi, (d)

V16 ansando stretti a tal piacere intenti,(e)

V17 e fin ch’ei durerà saran contenti.(e)
Es schaue ein jeder, den es ärgert, beim Vögeln,

bei einem solch süßen Unternehmen, gestört zu werden,

wie derjenige, dem es nicht zu schwer ist,

sie fortträgt und fickt, wo immer er will.

Und ohne zu suchen oder in die Schule zu gehen

um es in allen Einzelheiten zu studieren,

lernst Du hier kostenlos, wie man es richtig macht

ficken kann jeder, der liebt und verehrt.

seht wie er sie mit Armen hält

mit ihren Beinen hoch bis zu seinen Hüften

und wie sie vor Freude dahinschmilzt

es stört sie nicht, auch wenn sie erschöpft sind

im Gegenteil, das Spiel gefällt den beiden so sehr

lautstark bumsen sie bis zum Abgang

und sie stehen aufrecht und frei

keuchen bei diesem Vergnügen, dem sie sich hingeben

und solange es dauern wird, werden sie zufrieden sein
Die Italianistin Caroline Fischer interpretiert „Miri ciascuno a cui chiavando duole“ und den dazugehörigen Holzschnitt wie folgt:

„Kein Bett oder Divan stützt das Liebespaar bei seinen Aktivitäten. Nicht einmal schützende Wände eines Gemachs umgeben sie. In freier Natur hält der stehende Galan seine Gefährtin, die ihn mit Armen und Beinen umschlingt. Ihr wehendes Haar soll wohl von der Vehemenz dieses Aufeinandertreffens zeugen. So wie dieser Stich sich grundsätzlich von den an deren unterscheidet, weist auch das Gedicht abweichende Merkmale auf. Es ist kein Dialog, sondern ein Kommentar der Szene. Wahrscheinlich hielt der Autor die beiden Kombattanten für zu involviert und zu atemlos, als dass sie im Eifer des Gefechts noch viele Worte hätten machen könne. «MIRI ciascuno» (Es schaue ein jeder) beginnt das Sonett. Auch im folgenden wird der Zuschauer direkt angesprochen, und ihm werden die Vorteile des aufrechten Liebesspiels unterbreitet, so dass eine besonders enge Verbindung zwischen Bild und Text besteht.“

## Die pornographischen Stiche

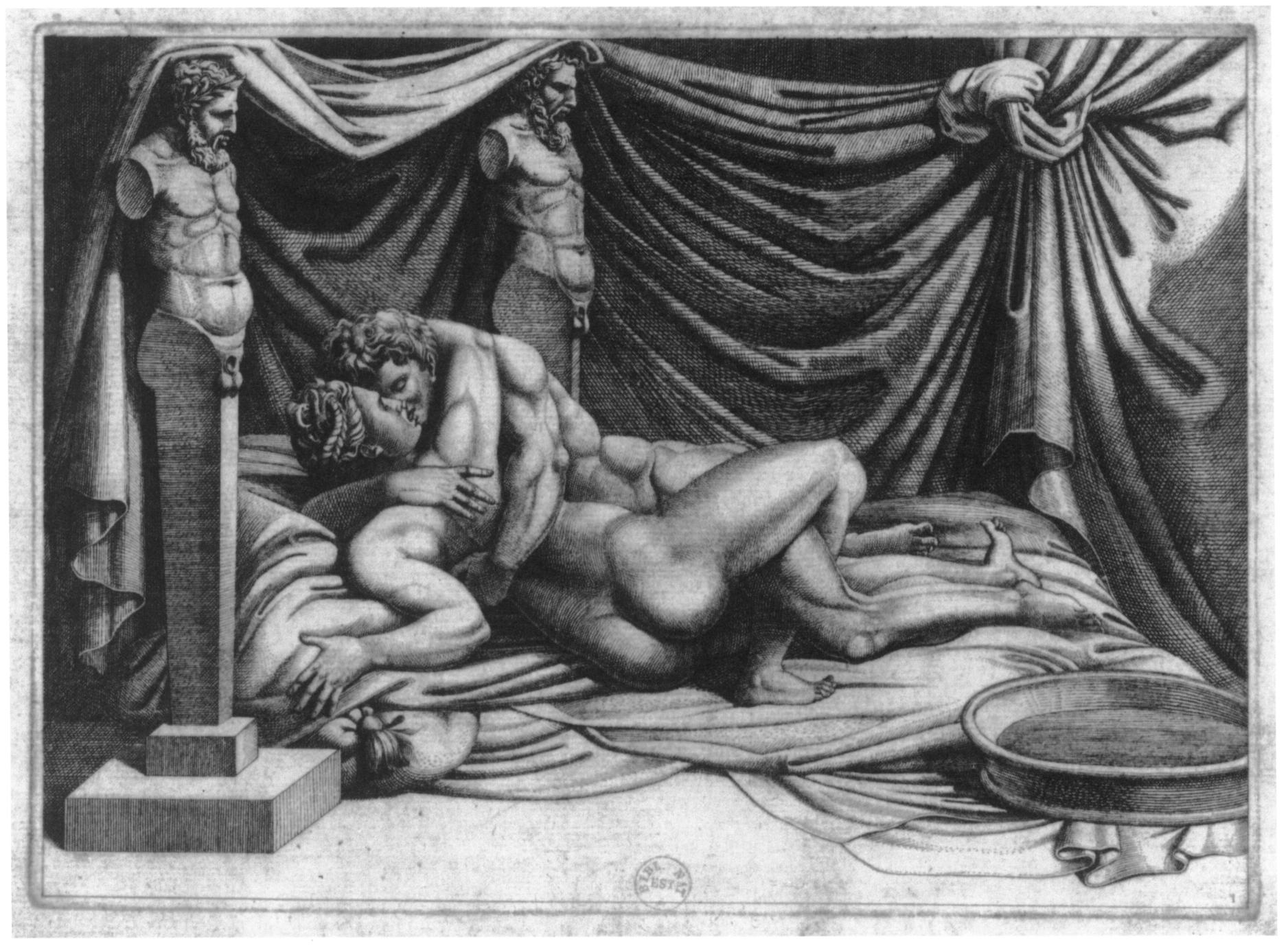
Feder-Tusche-Zeichnung nach einem Kupferstich von Marcantonio Raimondi. Sonett „T1“: „Fottiamci, anima mia, fottiamci presto“ ist diesem Stich zugeordnet – BnF „planche n°1“, Réserve AE-52-PET FOL

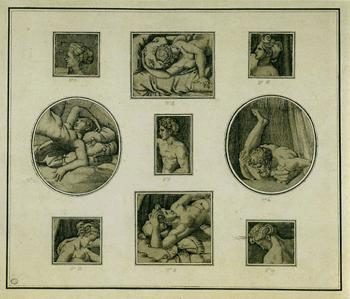
„I modi“, British Museum„Neun Fragmente“ von Stichen, die Marcantonio Raimondi zugeschrieben werden

Bei I modi weiß man nicht recht, was berühmter ist: die Illustrationen oder die begleitenden Sonetti lussuriosi:

„... es ist nicht einmal sicher, ob die Bilder die Gedichte illustrieren oder die Sonette als nachträgliche ‘Begleitmusik’ zu schon vorhandenen Illustrationen geschrieben wurden. Wahrscheinlich waren die 16 Zeichnungen des Giulio Romano, die dann Marc Antonio Raimondi in Kupfer stach, zuerst vorhanden.“

### Die wenigen erhaltenen Abbildungen
Dai disegni di Giulio Romano l'incisore Marcantonio Raimondi ricavò sedici calcografie. Spesso si indica come unico esemplare integro sopravvissuto la planche n° 1 della serie servata nell'Enfer del Cabinet des Dessins et des Estampes della Bibliothèque Nationale de France, segnata Reserve AG 2, che è stato più volte pubblicate.

„Aus den Zeichnungen von Giulio Romano stach der Kupferstecher Marcantonio Raimondi sechzehn Stiche. Oft wird die Planche Nr. 1, die sich im „Enfer“ der Abteilung Zeichnungen und Stiche der Bibliothèque Nationale de France [BnF] unter der Signatur Réserve AG 2 aufgeführt ist, als das einzig noch erhaltene Exemplar bezeichnet, das vielmals veröffentlicht worden ist.“

Der Anglist und Kunsthistoriker James Grantham Turner stellt die Echtheit des oben links abgebildeten Exemplars, „planche n°1“, in Frage:

The most compelling sheet (the ‘Paris position I’ or P1) is probably a pen-ink replica from the nienteenth century.

„Das überzeugendste Blatt, (‘Pariser Stellung I’ oder P 1), ist wahrscheinlich eine Tusche-Feder-Zeichnung, ein Replikat aus dem 19. Jahrhundert.“

### «Arétin» als Gattungsname
„Mit dem Namen Aretino werden in der Kunstgeschichte »unzüchtige« Abbildungen benannt.“

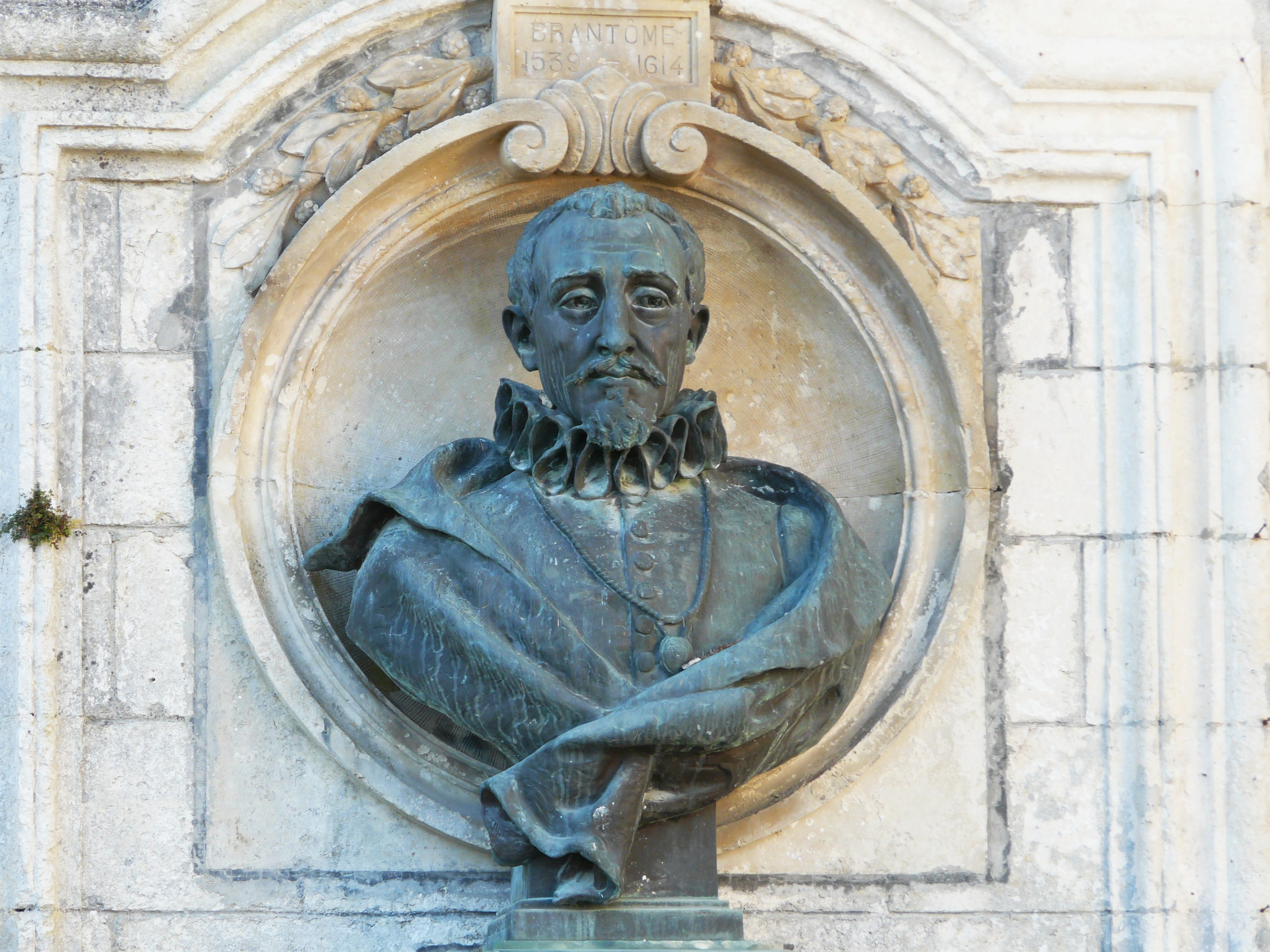
Brantôme-Büste über der „Fontaine Medicis“ in der „Abbaye Saint-Pierre de Brantôme“

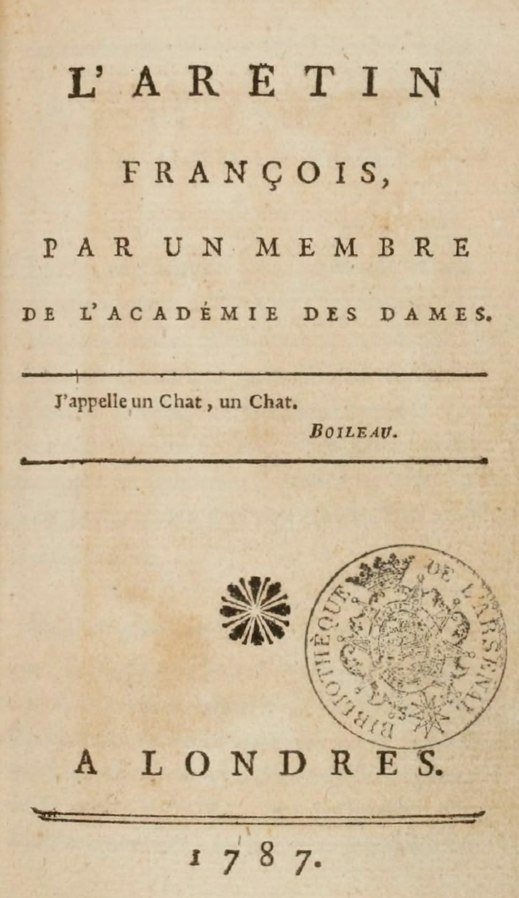
François-Félix Nogaret:L'Arétin François, 1787Titelblatt

In Frankreich werden vergleichbare erotische Darstellungen mit dem Gattungsnamen « L'Arétin » bezeichnet.
Über die Erotisierung der Sinne durch das Betrachten der Gravuren und das Lesen der wollüstigen Sonette berichtet der französische Schriftsteller Brantôme in seinen Memoiren. 1585, in dem berühmten Teilband La Vie des dames galantes, beschreibt er pikante Einzelheiten des Sexuallebens der Adligen seiner Zeit und erwähnt dabei die Lehrbuch-Funktion dieses Arétins:

„Ehemänner lehren ihre Frauen die schlüpfrigsten Praktiken und üben mit ihnen die ungeheuerlichen Figuren des Aretino, womit sie die Glut im Körper nur hundertfach anschüren … Ich kannte einen anderen Edelmann, der sich in eine schöne und achtbare Dame verliebt war und wusste, dass sie ein einen Aretino mit Bildern in ihrem Schlafzimmer habe … er stellte fest, dass sie ihre Lektionen gut gelernt hatte. Er wusste von ihr, dass sie jene guten Lehren und Kunstgriffe entweder von ihrem Manne oder von andern gelernt hatte; trotzdem leugnete sie und sagte, dass weder die einen noch die andern ihre ersten Lehrer gewesen seien, sondern Mutter Natur, die die größte Lehrmeisterin ist.… später gestand sie, dass das Buch von Aretino ihr ganz bedeutend dabei geholfen hatte.“

1787 erschien L'Arétin François, ein erotischer Gedichtband des französischen Schriftstellers François-Félix Nogaret mit eindeutigen Illustrationen des Grafikers Antoine Borel.
1892 schuf der französische Maler und Maler und Grafiker Paul Avril gut verkäufliche Arétins, indem er die sonetti lussuriosi auf unverblümte Art und Weise illustrierte.

## Zensur

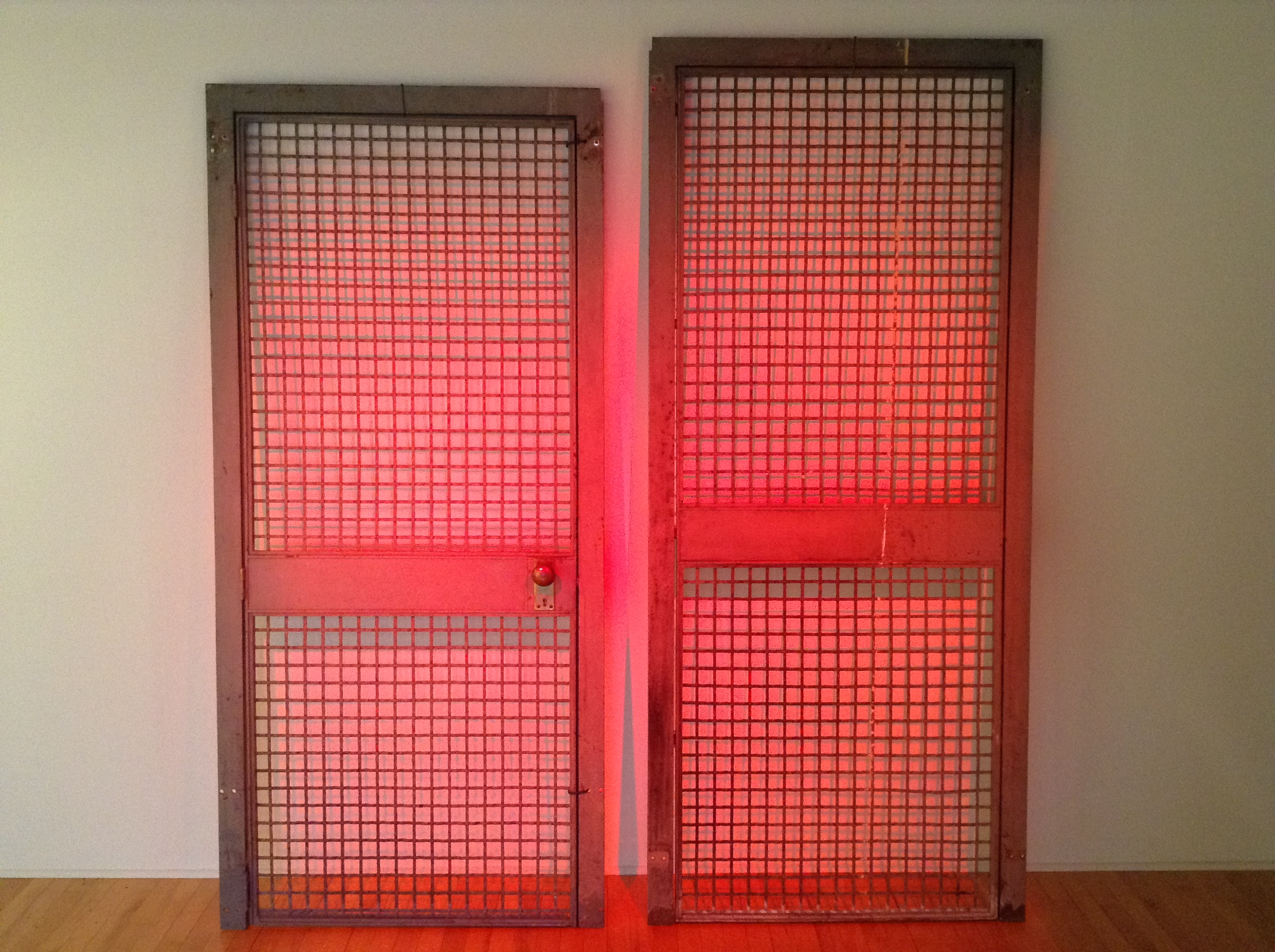
„Enfer“der Stadtbibliothek Montréal. Die vergitterten Türen, in roter Warnfarbe gestrichen, versperrten bis 1966 den Zugang zu Büchern, die auf dem Index der verbotenen Bücher standen.

„Die Geschichte erregender Lektüren ist gleichermaßen eine der Unterdrückung wie des Nachruhms, eine der Geheimbibliotheken und Scheiterhaufen, aber auch eine Geschichte legendärer Drucke und schillernder Autorengestalten. Eine der berühmtesten ist jene eines schmalen Buches, dass 1525 gedruckt, sofort verboten und verbrannt wurde, für immer verloren schien und doch den Ruhm des Verfassers über Jahrhunderte hinweg begründete. I modi – Stellungen, nannte man die Sammlung von gerade mal sechzehn Gedichten zu ihrer Zeit, Sonetti lussuriosi hießen sie später, und ihr Autor Pietro Aretino galt noch für Jacob Burckhardt als der ‘größte Lästerer der neueren Zeit’.“

Das Erscheinen der „Sonetti sopra i XVI modi“ geschah genau in dem Moment, als die noch junge Erfindung des Buchdrucks breiteren Bevölkerungsschichten Zugang zu Schrift und Bild ermöglichte. Um nun die massenhafte Verbreitung von für „unzüchtig“ oder „ketzerisch“ gehaltenen Schriften zu unterbinden, wurden Zensur-Institutionen eingerichtet.
Kirchliche Zensur
Kurz nach Pietro Aretinos Tod wurden alle seine Werke von Papst Paul IV. in die 1559 erstmals zusammengestellte Liste der verbotenen Bücher aufgenommen, das heißt, sie wurden auf den Index der verbotenen Bücher gesetzt.
Staatliche Zensur
In öffentlichen Bibliotheken wurden über lange Zeiträume erotische und pornographische Schriften dem Lesepublikum vorenthalten. Als Remota kamen diese Bestände unter Verschluss und wurden in „literarischen Giftschränken“ aufbewahrt. In der frankophonen Welt werden solche, dem normalen Publikum unzugänglichen Reservatensammlungen, Enfer (deutsch Hölle) genannt.
Apologie Aretinos
In einem Brief an „Messer Battista Zatti da Brescia e cittadin romano“ aus Venedig vom 11. Dezember 1537, geschrieben als Apologie seiner Sonetti lussuriosi, stellt der Aretiner seine Sicht der Dinge dar:

Disperandomi del giudizio ladro e de la consuetudine porca che proibisce agli occhi quel che più gli diletta. Che male è il veder montare un uomo adosso a una donna? Adunque le bestie debbon essere più libere di noi?

„Ich verzweifle ob der unerträglichen öffentlichen Meinung und der verfluchten Sitten, welche den Augen verbieten, zu sehen, was ihnen am meisten gefällt. Was ist denn Schlimmes dabei, wenn wir sehen, wie ein Mann eine Frau besteigt? Mithin sollen Tiere freier sein als wir?“

### Primärliteratur (Ausgaben)
Editionsphilologisches
Der Italianist Danilo Romei beschreibt in seinem Siglenverzeichnis, „Tavola delle Sigle“ (S. 31) neun verschiedene Textquellen, die er 2013/2019 bei der Edition seiner kritischen Ausgabe der Sonetti lussuriosi zu Rate gezogen hat, zum Beispiel:
- (Sigel „T“) „Das Toscanino-Buch“

Per il testo mi servo della riproduzione fotografica inserita nel primo tomo delle ‘Poesie varie’ dell'Edizione Nazionale delle Opere di Pietro Aretino.

„Für den Text benutze ich die fotografische Reproduktion des ersten Bandes ‘Poesie varie’ der Edizione Nazionale delle Opere di Pietro Aretino“

- (Sigel „Dv“): Dubbi(i) amorosi, altri dubi(i) E Sonetti lussuriosi di Pietro Artino. (Liebeszweifel, andere Zweifel und lustvolle Sonette). Nella stamperia del Forno alla corona de cazzi. Gedruckt um 1757, im Besitz der Bayerischen Staatsbibliothek – eingeschränkte Vorschau in der Google-Buchsuche
- (Sigel „D“): Pietro Aretino: Sonetti lussuriosi. Erscheinungsort: Deutschland um 1763, digitalisierte Handschrift, SLUB Dresden Signatur: Mscr.Dresd.Ob.29 – Online, S. 55.

Kritische Ausgaben
1968 beklagt der Regensburger Romanist Johannes Hösle in seiner Habilitationsschrift das Fehlen einer kritischen Ausgabe der Werke Pietro Aretinos:

„Das größte Hindernis, das sich auch heute noch einer sachlichen Auseinandersetzung mit der Persönlichkeit und dem Werk des umstrittenen Schriftstellers aus Arezzo entgegenstellt, ist das Fehlen einer zünftigen und zuverlässigen historisch-kritischen Ausgabe seiner Satiren, Gedichte, Briefe, Theaterstücke, religiösen Schriften.“

Und noch im Jahre 1982 bemängelt der Philologe Fiorenzo Bernasconi, dass es bisher noch keine Edition der Sonetti lussuriosi gäbe, die philologischen Ansprüchen genüge: „Attualmente, non esiste nessuna edizione di sicura affidabilità“.
Der Italianist Giovanni Aquilecchia, späterer Herausgeber des ersten Bandes der edizione nazionale delle opere di Pietro Aretino, erhielt in der British Library durch einen Mikrofilm Einblick in den Toscanini-Band. Er veröffentlichte daraufhin 1982 am Ende seines Aufsatzes: Per l'edizione critica dei Sonetti sopra i XVI modi di Pietro Aretino zum ersten Mal – kritisch - den Text der vierzehn Sonette und der beiden Epiloge nach dem Toscanini Band.
1992, anlässlich des 500. Geburtstages Pietro Aretinos erscheint dann Aquilecchias kritische Ausgabe aller sonetti lussuriosi einschließlich der Gravuren. Es handelt sich um den Band I der monumentalen, auf 24 Bände ausgelegten Edizione Nazionale delle Opere di Pietro Aretino:
- Pietro Aretino: Poesie varie, a cura di Giovanni Aquilecchia e Angelo Romano. Edizione Nazionale delle Opere di Pietro Aretino, tomo 1, Salerno Editrice, Roma 1992, ISBN 978-88-8402-095-6, Sonetti sopra i XVI modi, S. 103–114. (Vorwort von Giovanni Aquilecchia)

Im selben Jahr gibt Giovanni Aquilecchia, Mitherausgeber der Edizione Nazionale delle Opere di Pietro Aretino noch einmal, in einem kleinen Bändchen, eine kritische Edition des Toscanini-Buchs (Sigel „T“) mit Sonetten und Faksimiles der Gravuren heraus:
- Pietro Aretino: Sonetti sopra i ‘XVI modi’. A cura di Giovanni Aquilecchia. Salerno Editrice, Roma, 1e edizione 1992, 2e edizione 2006, ISBN 88-8402-516-8. (Es handelt sich um eine Ausgabe mit Gravuren und Sonetten basierend auf dem „Toscanini-Buch“ (Sigel „T“).)

Im Jahre 2013 erschien eine weitere kritische Ausgabe der Sonetti luusuriosi:
- Pietro Aretino: Sonetti lussuriosi. Edizione critica e commento di Danilo Romei. Nueva edizione riveduta correta. Lulu 2019, ISBN 978-0-244-74627-8. (Erste Auflage Lulu 2013) – Volltext auf archiv.org und  ––PDF auf academia.eu.

Diese kritische Ausgabe des Italianisten Danilo Romei (2013/2019) befindet sich im Volltext im Internet und dient deshalb diesem Wikipedia-Artikel als Textbasis.
Ausgaben auf Englisch
- Lynne Lawner: I Modi: The Sixteen Pleasures : An Erotic Album of the Italian Renaissance: Giulio Romano, Marcantonio Raimondi, Pietro Aretino, and Count Jean-Frederic-Maximilien De Waldeck. Edited, translated from the Italian and with a commentary by Lynne Lawner. Peter Owen Publishers, London 1988, ISBN 0720607248. – Rezension von Elizabeth S. Cohen. In: Journal of the History of Sexuality, Band 1, No. 1 (Jul., 1990), S. 152–154. Published by: University of Texas Press. − JSTOR

- (en) Bette Talvacchia: Taking Positions: On the Erotic in Renaissance Culture. Princeton University Press, Princeton 1999, ISBN 978-0691026329 – eingeschränkte Vorschau in der Google-Buchsuche

Ausgaben auf Französisch
- Les sonnets luxurieux du divin Pietro Aretino / texte italien le seul authentique et traduction littérale par le traducteur des Ragionamenti [Alcide Bonneau]. avec une notice sur les sonnets luxurieux. Verleger Isidore Liseux, Paris 1882 – Gallica

Ausgaben auf Deutsch
- Heinrich Conrad (Hrsg. und Übersetzter): Dichtungen und Gespräche des Göttlichen Aretino. Darin: Die Wollüstigen Sonette des Göttlichen Pietro Aretino, S. 31–64. Privatdruck des Herausgebers, 1904.
- Pietro Aretino: Die sinnlichen Sonette. Sonetti lussuriosi. Herausgegeben und übersetzt von R.R., Verlag Klaus G. Renner, München 1982, ISBN 3-921499-55-0.
- Pietro Aretino / Thomas Hettche (Hrsg.): Stellungen. Vom Anfang und Ende der Pornografie. (Italienisch Deutsch), DuMont Köln 2003 (mit einem Vorwort und drei Essays) ISBN 978-3-8321-7836-9. (Rezension von Marcus Stiglegger: In: Ikonen. Magazin für Kunst, Kultur und Lebensart – Rezension)

### Sekundärliteratur
Bibliographien
- Friedrich Adolf Ebert: Allgemeines bibliographisches Lexikon. Erster Band. A - L. F. A. Brockhaus Leipzig 1831, S. 87, eingeschränkte Vorschau in der Google-Buchsuche
- (it) Fiorenzo Bernasconi: Bibliografia delle edizioni dei ‘Sonetti lussuriosi’ dell'Aretino. In: Esopo, 4 (1983), n. 19, p. 21–32.

Editionskritik
- (it) Giovanni Aquilecchia: Per l'edizione critica dei Sonetti sopra i XVI modi di Pietro Aretino. In: Filologia e critica, VII,2, (maggio-agosto 1982), S. 267–282.
- (it) Fiorenzo Bernasconi: Appunti per l'edizione critica dei "Sonetti lussuriosi" dell'Aretino. In: Italica, Band 59, No. 4, Renaissance (1982), S. 271–283. JSTOR.

Literaturwissenschaftliche Nachschlagewerke
- Giorgio Bertone: Breve dizionario di metrica italiana. Einaudi, Turin 1999, ISBN 978-8806151096 – Volltext
- Wilhelm Theodor Elwert: Italienische Metrik, durchgesehene und erweiterte Auflage, Franz Steiner Verlag Stuttgart 1984, ISBN 978-3-515-04204-8.

Analysen
- (fr) Guillaume Apollinaire: Le Divin Arétin. In: Les Diables amoureux, idées/gallimard, 1964, (Über die sonnets luxurieux S. 68 – 80.)
- Katharina Ebrecht: Heiner Müllers Lyrik: Quellen und Vorbilder. Königshausen & Naumann. Würzburg 2001, ISBN 3-8260-2055-3. eingeschränkte Vorschau in der Google-Buchsuche
- Caroline Fischer: Obszöne Töne. Pietro Aretinos geschwänzte Sonette. In: Horst Albert Glaser (Hrsg.): Annäherungsversuche. Zur Geschichte und Ästhetik des Erotischen in der Literatur. Verlag Paul Haupt, Bern 1993, ISBN 3-258-04731-6 – Leseprobe und eingeschränkte Vorschau in der Google-Buchsuche
  - Carolin (sic!) Fischer: Éducation érotique: Pietro Aretinos "Ragionamenti" im libertinen Roman Frankreichs. Metzler Stuttgart 1994, ISBN 978-3-476-45054-8 (Dissertation).
  - (fr) Caroline Fischer: L'Arétin en France. In: Dix-huitième Siècle, n°28, 1996. L'Orient. S. 367-384 – auf Persée.
  - Caroline Fischer: Gärten der Lust: Eine Geschichte erregender Lektüren. dtv Verlagsgesellschaft München 2000, ISBN 978-3-423-30768-0 eingeschränkte Vorschau in der Google-Buchsuche
- Bernhard Huss: Pseudopornographische Zyklik. Pietro Aretinos ‘Sonetti lussuriosi’ als kalkulierte Ostentation lyrischer Normabweichung. In: Poiesis. Praktiken der Kreativität in den Künsten der Frühen Neuzeit. Diaphanes 2013, ISBN 978-3-03734-430-9, S. 215–234 – Leseprobe.
- Jean-Marie Goulemot: Gefährliche Bücher. Erotische Literatur, Pornographie, Leser und Zensur im 18. Jahrhundert. Rowohlt Reinbek bei Hamburg 1993, ISBN 978-3-499-55528-2.
  - (französisches Original) Jean-Marie Goulemot: Ces livres qu'on ne lit que d'une main: Lecture et lecteurs de livres pornographiques au XVIIIe siècle. Alinéa Aix-en-Provence 1991, ISBN 2-7401-0010-8.
- Johannes Hösle: Pietro Aretinos Werk. Walter de Gruyter & Co. Berlin 1969 – eingeschränkte Vorschau in der Google-Buchsuche
- (en) Lynn Hunt (Hrsg.): The Invention of Pornography. Obscenity and the Origins of Modernity, 1500-1800. Zone Books, new edition 1996, ISBN 978-0-942299-69-4 eingeschränkte Vorschau in der Google-Buchsuche
  - (deutsch): Die Erfindung der Pornographie: Obszönität und die Ursprünge der Moderne. Fischer Taschenbuch 1994, ISBN 978-3-596-12479-4
- (en) Paul Larivaille: Pietro Aretino, Editrice Salerno, Roma 1997, ISBN 978-88-8402-212-7. Rezension auf Englisch von Giovanni Aquilecchia, in: Renaissance Studies, Band 14, No. 2 (Juni 2000), S. 263–264 JSTOR
- (it) Paolo Procaccioli: Dai "Modi "ai "Sonetti lussuriosi". lL 'capriccio' dell’imagine e lo scandalo della parola. In: Italianistica, vol. 38, 2 (2009), S. 219–237, – JSTOR
- Dagmar Reichardt: Der Leib als Basis einer Hochkultur. Körperkonzept und Autonomie der Kunst in Pietro Aretinos ‘Sonetti lussuriosi’. In: Claudia Gronemann: Körper und Schrift: Beiträge zum 16. Nachwuchskolloquium der Romanistik, Romanistischer Verlag, Bonn 2001, ISBN 978-3-86143-122-0.
- Kristin Maria Steenbock: Obszönität in Pietro Aretinos ‘Sonetti lussuriosi’, GRIN Verlag 2012 – E-Book.
- (en) Bette Talvacchia: Taking Positions: On the Erotic in Renaissance Culture. Princeton University Press, Princeton 1999, ISBN 978-0691026329 – eingeschränkte Vorschau in der Google-Buchsuche
- (en) James Grantham Turner: Marcantonio's Lost Modi and their Copies. In: Print Quarterly, Band 21, No. 4, Dezember 2004, S. 363–384 JSTOR.
  - (en) James Grantham Turner: Woodcut Copies of the ‘Modi’. In: Print Quarterly, Band 26, No. 2, Juni 2009, S. 115-12 – JSTOR.
  - (en) James Grantham Turner: I Modi and Aretino: I – The ‘Toscanini Volume’ in Context. In: The Book Collector, LX (2011), S. 559–70.
  - (en) James Grantham Turner: I Modi and Aretino: II – The ‘Toscanini Volume’ Re-examined. In: The Book Collecto, LXI (2012), S. 38–54